# Alberto Manzi
Alberto Manzi (Róma, 1924. november 3. – Pitigliano, 1997. december 4.) olasz iskolai tanár, író és televíziós műsorvezető. Legismertebb műsora a Soha nem késő (olaszul: Non è mai troppo tardi), amelynek művészeti vezetője volt, 1959 és 1968 között sugározta az olasz állami tévécsatorna.

## Életrajza
Haditengerészeti tanulmányokat folytatott, mielőtt befejezte volna a középiskolát. Különös tanulmányi utat követve három egyetemi diplomát szerzett: biológiából, pedagógiából és filozófiából. Pedagógusként dolgozott egy kiskorúakat fogva tartó börtönben, Rómában, mielőtt általános iskolában fő állásban tanár lett.
Az országos ismertséget akkor szerezte, amikor egy tv-műsor (Non è mai troppo tardi) házigazdája, műsorvezetője  lett. A tv-sorozat nagy segítséget nyújtott az olaszországi analfabetizmus megszüntetésében. Manzi a műsorban valós idejű iskolai órákat tartott, forradalmasította kora didaktikai módszereit. Olaszországban több iskolát neveztek el róla.
Több regényt írt, egyik leghíresebb az Orzowei (1955), amelyből egy tv-sorozat is készült egy ifjúsági tv-csatorna számára.
1995-től 1997-ig a toszkánai Pitigliano város polgármestere volt.